# International Karate
International Karate — компьютерная игра в стиле файтинг разработанная и продаваемая компанией System 3. С целью выпустить игру одновременно на нескольких ведущих игровых платформах, над созданием игры трудилось несколько независимых команд. В результате первая команда выпустила игру в ноябре 1985 года для ZX Spectrum. Версии игры для компьютеров Commodore 64 и 8-битных компьютеров Atari вышли через несколько месяцев в 1986 году. Так как команды были независимы, интересно, что несмотря на схожую концепцию игры, версии для различных компьютеров имеют полностью непохожую графику, анимацию и музыкальное сопровождение. На основе этих продуктов вскоре были созданы версии для других популярных игровых систем.
На территории США игру продавала компания Epyx (по лицензии компании System 3). Основные изменения коснулись адаптации игры для системы NTSC и нового загрузочного экрана, тем не менее игра вышла в США уже под названием World Karate Championship. Игра по сей день стабильно входит в десятку самых популярных игр для 8-битных компьютеров Atari.
Популярность оригинальной игры послужила стимулом к созданию новой игры серии. International Karate+ оказалась ещё более популярной и многократно переиздавалась для многих игровых систем.
Игра так же получила известность как объект судебного разбирательства Data East против Epyx в результате которого создался знаменитый прецедент который лег в основу правых актов по защите авторских прав разработчиков программного обеспечения.

## Игровой процесс
Игра представляет собой классический файтинг в режиме один-на-один. В качестве оппонента игрока может выступать другой игрок, либо компьютер (при игре в одиночном режиме). Участнику предстоит оказаться в качестве состязателя в международном турнире по восточным единоборствам. Игрок участвует в серии матчей кумитэ боевого искусства карате. Каждый новый бой оппоненты начинают из своих исходных позиций. Сражение происходит до первого удара. После того как один из участников нанесёт другому удар, каждый из каратистов возвращается на свои исходные позиции. Традиционно для файтинг-игр того времени у игроков нет шкалы здоровья, вместо этого за каждый удачно нанесенный удар начисляется один или половина балла, в зависимости от точности нанесения удара. Победа засчитывается игроку первым набравшим два полных балла. В одиночном режиме по завершении матча игрок переходит на новый, более сложный уровень. Индикацией сложности уровня является присужденный игроку пояс каратэ: от белого на начальных лёгких уровнях, до чёрного пояса мастера карате.
По мере прохождения матчей в игре меняется задний фон с знаменитыми видами различных мест планеты, символизирующий смену мест проведения матчей международного турнира: Токио (Япония), Сидней (Австралия), Нью-Йорк (США), Пекин (Китай), Рио-де-Жанейро (Бразилия), Лондон (Великобритания), Афины (Греция) и Каир (Египет).

## Приём
Игра была выпущена в разгар популярности игр о восточных боевых искусствах. И хотя на момент выхода International Karate на рынке присутствовало уже много похожих популярных игр, таких как Karate Champ (Data East), Karateka (Brøderbund) и The Way of the Exploding Fist (Melbourne House), игра была тепло принята игроками и критиками во всем мире. Так журнал Sinclair User назвал игру такой-же хорошей как The Way of the Exploding Fist, но при этом более ориентированной на спортивную составляющую, отметил превосходную анимацию и присудил игре звёзд из пяти. Журнал ZZap!64 так же отметил высокое качество игры и музыкального сопровождения и присвоил игре рейтинг в 91 %.

## Судебное преследование
В 1986 году компания Data East подаёт в суд на издателя World Karate Championship компанию Epyx. Data East была создателем аркадного автомата 1984 года Karate Champ. Суть претензий была в заимствовании идей из игры Data East в виду большой схожести игр World Karate Championship и Karate Champ. При этом указывалось, что заимствован был не только игровой процесс. В игре World Karate Championship использовалась абсолютно та же система подсчёта баллов и даже те же цвета кимоно игроков. Кроме того трудно было не заметить что названия игр World Karate Championship и Karate Champ весьма похожи.
Первое слушание дела прошло в окружном суде северного округа штата Калифорния 28 октября 1986 года. Решение было вынесено 28 января 1987 года по которому суд отклонил претензии Data East по поводу нарушения торговой марки и фирменного стиля, но признал компанию Epyx виновной в нарушении авторских прав Data East на игру Karate Champ на территории США. В результате Epyx получила бессрочный запрет на продажу и любые другие способы распространения игры World Karate Championship на территории США, а также получила обязательство изъять из всех торговых сетей все нераспроданные экземпляры игры. Это решение было обжаловано в Апелляционном суде девятого округа США. Решение было вынесено в ноябре 1988 года и снимало с Epyx вину в нарушении авторских прав, а также отменяло запрет на продажу игры World Karate Championship. В заявлении говорилось, что игры похожи, но не идентичны, а одна компания не имеет права монополизировать весь спорт.
Данное судебное разбирательство оказало очень серьёзное влияние на развитие всей игровой индустрии, создало прецедент и обозначила формальные рамки, ограничивающие степень заимствования идей в видеоиграх. Данное решение стало одним из пунктов правых актов о защите авторских прав разработчиков программного обеспечения.